# Cordulegaster bilineata
Cordulegaster bilineata är en trollsländeart som först beskrevs av Frank Louis Carle 1983.  Cordulegaster bilineata ingår i släktet Cordulegaster och familjen kungstrollsländor. Inga underarter finns listade i Catalogue of Life.

## Bildgalleri

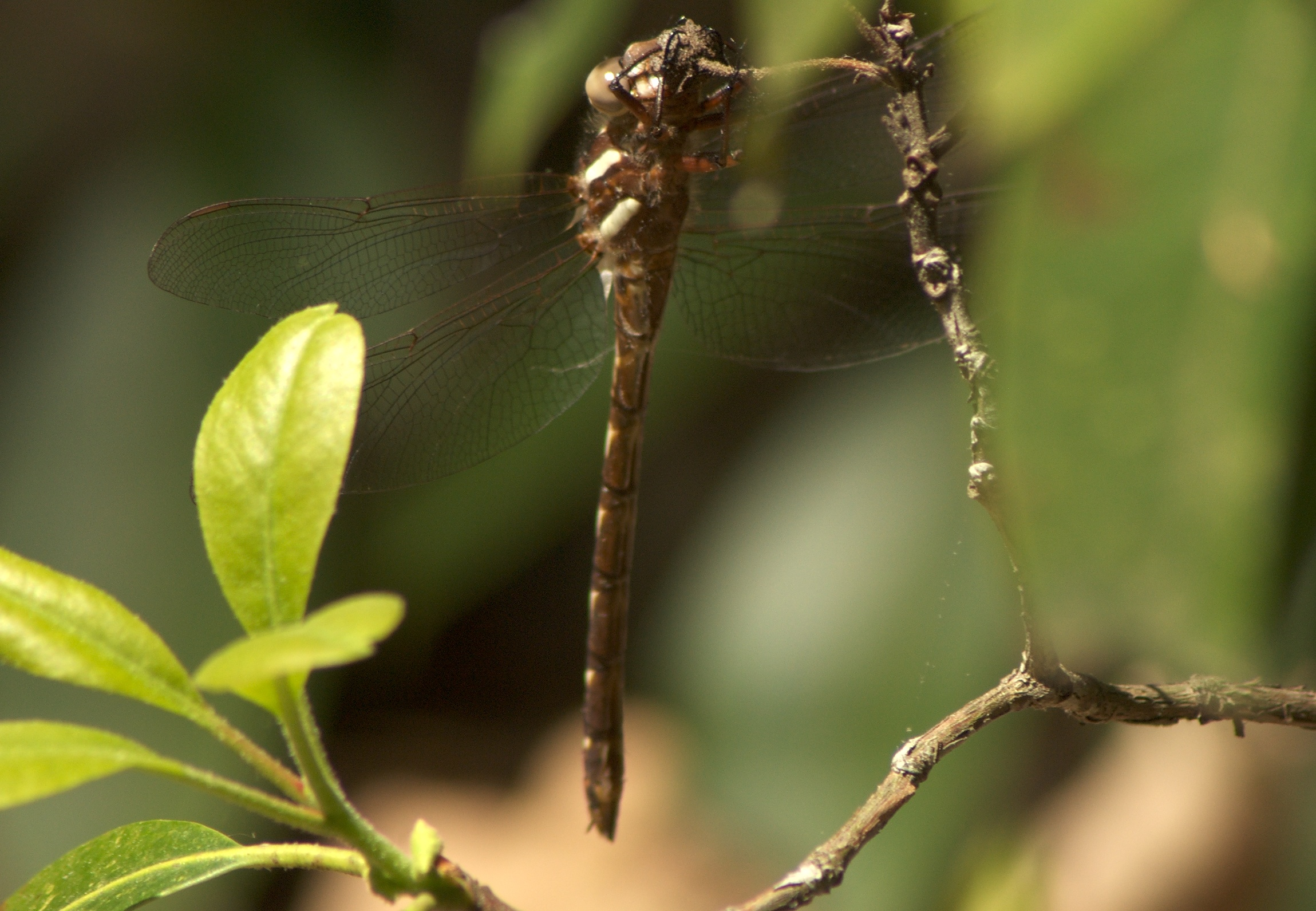